# إيان بروكنغتون
إيان بروكنغتون (بالإنجليزية: Ian Brockington) (من مواليد 1935) هو طبيب نفسي بريطاني. إيان هو ابن كولين فريزر بروكنغتون، وهو واحد من أكبر الأسماء في الطب البريطاني.
تدرب بروكنغتون كطبيب للقلب وذهب إلى نيجيريا حيث أنهى عملًا هائلًا على اعتلال عضلة القلب الذي شكل على أساسه أطروحة الدكتوراه ("مرض عضلة القلب في نيجيريا"). ومع ذلك، عند عودته قرر استكمال تدريبه في الطب النفسي في مستشفى ماودسلي.
كان لدى إيان اهتمامًا قويًا بعلم الأمراض النفسية. انتقل إلى شيكاغو كأستاذ زائر حيث أنتج العديد من الأعمال في علم الأمراض النفسية بالاشتراك مع كنديل وملتزر، ثم انتقل إلى جامعة مانشستر كمحاضر كبير ثم عُين كعضو هيئة تدريس في جامعة برمنغهام. وبحلول ذلك الوقت، عُين إيان أيضًا في مصلحة الأمراض النفسية بعد الولادة وكان واحدا من مؤسسي جمعية ماركي، ومؤسس قسم الصحة العقلية للمرأة في الجمعية العالمية للطب النفسي.
ألّف إيان جنبًا إلى جنب مع راميش كومار مجلدين، الأمومة والأمراض العقلية: الأسباب والعواقب.
اشتهر إيان أيضًا بدوره في استعادة مزرعة تيودور. يعمل إيان حاليًا على العديد من البحوث على الذهان والحيض.
وقد كتب أعمالا مؤلفة عن الأمومة والصحة النفسية (1996) ومؤخرًا نشر بحثًا ذاتيًا تحت رعاية دار إيري بريس كتابان آخران - الذهان والحيض، وأذى آيليثيا، وأسماه على اسم لآلهة اليونانية القديمة للولادة والقبالة آيليثيا.

## أبحاثه المختارة
- الموقف الدولي بشأن الصحة العقلية بين الأم والرضيع (في الفترة المحيطة بالولادة)، مع مبادئ توجيهية للممارسة الطبية[3]
- مقابلة ستافورد، مقابلة شاملة للطب النفسي للأم والرضيع[4]
- الانتكاسات من الذهان ثنائي القطب والذهان الدائري المتعلقة بالانجاب[5]
- إعادة التفكير في الذهان[6]
- تشخيص وعلاج اضطرابات ما بعد الولادة: استعراض[7]